# Kali (gènere)
Kali és un gènere de peixos marins oceànics de la família dels quiasmodòntids i de l'ordre dels perciformes.

## Etimologia
Kali fa referència a una de les deesses principals de l'hinduisme: Kali.

## Descripció
Superfície dorsal del cap amb cavitats ben desenvolupades. Ossos superficials del cap molt fràgils i prims. 1a aleta dorsal més aviat curta i amb espines flexibles, mentre que la segona és més allargada i té radis tous. Aleta anal oposada a la segona aleta dorsal. Línia lateral ben desenrotllada i començant a l'angle dorsal de l'opercle. Dues fileres de dents a cada mandíbula (a la interior són menys nombroses, però més grans; a l'exterior són més nombroses, més curtes, més primes i menys corbades).

## Distribució geogràfica
Es troba a les regions equatorials, tropicals, subtropicals, temperades i subpolars de l'Atlàntic (incloent-hi el golf de Mèxic, l'estret de Florida, les illes Bahames, Surinam, el Brasil, el golf de Guinea i el Corrent de Benguela), l'Índic (les illes Kerguelen, Moçambic, Sud-àfrica, l'Índia i Indonèsia), el Pacífic (la placa del Pacífic, Austràlia -Austràlia Occidental, Nova Gal·les del Sud i Tasmània-, Nova Zelanda, les illes Hawaii, Califòrnia, Mèxic i l'Equador) i l'Antàrtic.

## Cladograma
| Kali (Lloyd, 1909) | \| \| Kali colubrina (Melo, 2008)[12] \| \| \| \| \| \| Kali falx (Melo, 2008)[12] \| \| \| \| \| \| Kali indica (Lloyd, 1909)[1] \| \| \| \| \| \| Kali kerberti (Weber, 1913)[42] \| \| \| \| \| \| Kali macrodon (Norman, 1929)[43] \| \| \| \| \| \| Kali macrura (Parr, 1933)[44] \| \| \| \| \| \| Kali parri (Johnson & Cohen, 1974)[45] \| \| \| \| |
|                    | \| \| Kali colubrina (Melo, 2008)[12] \| \| \| \| \| \| Kali falx (Melo, 2008)[12] \| \| \| \| \| \| Kali indica (Lloyd, 1909)[1] \| \| \| \| \| \| Kali kerberti (Weber, 1913)[42] \| \| \| \| \| \| Kali macrodon (Norman, 1929)[43] \| \| \| \| \| \| Kali macrura (Parr, 1933)[44] \| \| \| \| \| \| Kali parri (Johnson & Cohen, 1974)[45] \| \| \| \| |
|                    | Chiasmodon |
|                    | |
|                    | Dysalotus |
|                    | |
|                    | Pseudoscopelus |
|                    | |
|                    | Kali colubrina (Melo, 2008) |
|                    | |
|                    | Kali falx (Melo, 2008) |
|                    | |
|                    | Kali indica (Lloyd, 1909) |
|                    | |
|                    | Kali kerberti (Weber, 1913) |
|                    | |
|                    | Kali macrodon (Norman, 1929) |
|                    | |
|                    | Kali macrura (Parr, 1933) |
|                    | |
|                    | Kali parri (Johnson & Cohen, 1974) |
|                    | |

|  | Kali colubrina (Melo, 2008)        |
|  |                                    |
|  | Kali falx (Melo, 2008)             |
|  |                                    |
|  | Kali indica (Lloyd, 1909)          |
|  |                                    |
|  | Kali kerberti (Weber, 1913)        |
|  |                                    |
|  | Kali macrodon (Norman, 1929)       |
|  |                                    |
|  | Kali macrura (Parr, 1933)          |
|  |                                    |
|  | Kali parri (Johnson & Cohen, 1974) |
|  |                                    |

## Estat de conservació
Kali macrodon n'és l'única espècie que apareix a la Llista Vermella de la UICN.